# Діксонвілл (Пенсільванія)
Діксонвілл (англ. Dixonville) — переписна місцевість (CDP) в США, в окрузі Індіана штату Пенсільванія. Населення — 413 особи (2020).

## Географія
Діксонвілл розташований за координатами 40°42′58″ пн. ш. 79°0′38″ зх. д. / 40.71611° пн. ш. 79.01056° зх. д. (40.716170, -79.010553).  За даними Бюро перепису населення США в 2010 році переписна місцевість мала площу 2,35 км², з яких 2,34 км² — суходіл та 0,01 км² — водойми.

## Демографія
Згідно з переписом 2010 року, у переписній місцевості мешкало 467 осіб у 180 домогосподарствах у складі 131 родини. Густота населення становила 199 осіб/км².  Було 199 помешкань (85/км²).
Расовий склад населення:
| - 99,1 % — білих - 0,2 % — чорних або афроамериканців |

До двох чи більше рас належало 0,6 %. Частка іспаномовних становила 0,6 % від усіх жителів.
За віковим діапазоном населення розподілялося таким чином: 25,5 % — особи молодші 18 років, 62,5 % — особи у віці 18—64 років, 12,0 % — особи у віці 65 років та старші. Медіана віку мешканця становила 36,6 року. На 100 осіб жіночої статі у переписній місцевості припадало 103,0 чоловіків;  на 100 жінок у віці від 18 років та старших — 95,5 чоловіків також старших 18 років.
Середній дохід на одне домашнє господарство  становив 46 191 долар США (медіана — 32 125), а середній дохід на одну сім'ю — 49 450 доларів (медіана — 37 361). За межею бідності перебувало 33,0 % осіб, у тому числі 67,6 % дітей у віці до 18 років та 0,0 % осіб у віці 65 років та старших.
Цивільне працевлаштоване населення становило 128 осіб. Основні галузі зайнятості: освіта, охорона здоров'я та соціальна допомога — 46,1 %, виробництво — 14,1 %, оптова торгівля — 7,8 %, сільське господарство, лісництво, риболовля — 7,8 %.